# Edmund Cartwright
Edmund Cartwright (Marnham, 1743 – Hastings, 1823) è stato un inventore britannico.
Nel 1784 inventò il power loom, telaio ad energia idrica grazie al quale riuscì a tessere una tela liscia di una certa altezza. In tempi successivi si dedicò alla pettinatura della lana, inventando un altro efficiente macchinario atto ad essa. La sua invenzione contribuì allo sviluppo della Rivoluzione industriale.